# 马桑日 (科多尔省)
马桑日（法語：Massingy，法語發音：[masɛ̃ʒi]）是法国科多尔省的一个市镇，属于蒙巴尔区。

## 地理
马桑日（47°54'28"N, 4°35'51"E）面积9.49 平方千米，位于法国勃艮第-弗朗什-孔泰大區科多尔省，该省份为法国中东部省份，北起奥布省，西接涅夫勒省和约讷省，南至索恩-卢瓦尔省，东南接汝拉省，东临上索恩省，东北部与上马恩省接壤。
与马桑日接壤的市镇（或旧市镇、城区）包括：肖蒙勒布瓦、塞纳河畔沙蒂永、乌尔斯河畔普吕利、瓦奈尔、蒙利奥和库尔塞勒、莫松。

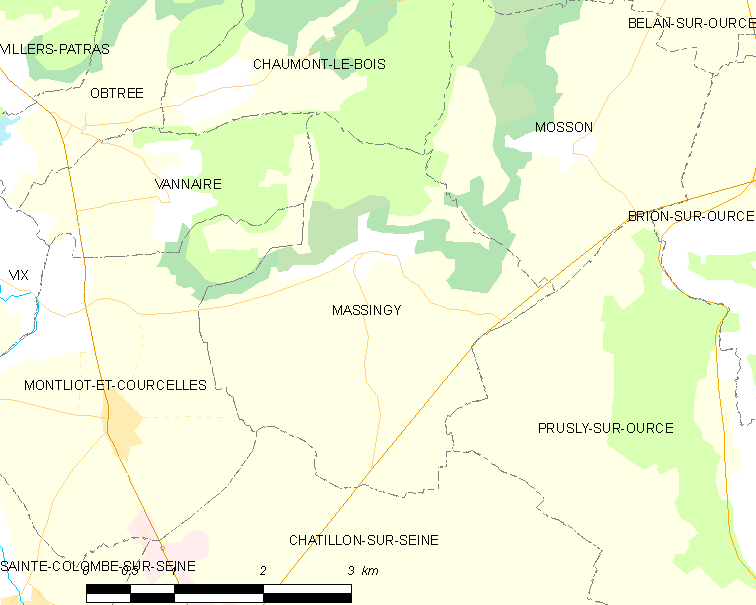
的OSM定位图

马桑日的时区为UTC+01:00、UTC+02:00（夏令时）。

## 行政
马桑日的邮政编码为21400，INSEE市镇编码为21393。

## 政治
马桑日所属的省级选区为塞纳河畔沙蒂永县。

## 人口

1962-2008年间人口变化图示

马桑日于2022年1月1日时的人口数量为172人。